# Vester Sottrup Station
Vester Sottrup Station var en jernbanestation i Vester Sottrup på Sønderborgbanen i Jylland. Den åbnede for trafik i 1901, oprindeligt med 3 spor, det ene til godstrafik. Allerede i 1910 blev der dog lagt et fjerde spor, da der blev åbnet en sidebane til Skelde på Broagerland (Broagerbanen). Denne sidebane blev dog nedlagt igen i 1932 og det fjerde spor blev også fjernet.
Fra den 25. maj 1974 standsede togene ikke længere på denne station. Dog var der godstrafik frem til 1. maj 1977.
Stationsbygningen blev nedrevet i 1986. Den var næsten identisk med Avnbøl Station.
54°56′39.04″N 9°41′40.78″Ø / 54.9441778°N 9.6946611°Ø